# スペシャルフラッグ
スペシャルフラッグ（英: Special Flag）は、おもにナムコ（現：バンダイナムコエンターテインメント）のゲームに登場するキャラクター。三角形の黄色い旗の左に、アルファベットの「S」が赤色で表示される外見が特徴。
『ゼビウス』（1983年）にて、「ソル」と共に隠れキャラクターの嚆矢として登場以降、同社の代表的な隠れキャラとなっている。

## 概要
1980年、『ラリーX』のキャラクターとして登場。この時は「スペシャルチェックポイント」という名称で、以降のターゲットの得点が2倍になるという効果があった。翌1981年、リニューアルされた『ニューラリーX』にも引き続いて登場。この時、「ラッキーチェックポイント」という異なるキャラクターも登場しており、その時点での残燃料がスコアに加算されるという効果があった。
1983年、『ゼビウス』に隠れキャラ「スペシャルフラッグ」として登場。残機（ソルバルウ）が1機増える（ディップスイッチの設定で残機追加の代わりに10000点ボーナスに変更可）という効果があった。この作品は「隠れキャラクター」という概念を発明したタイトルであり、スペシャルフラッグも隠れキャラの始祖的存在となった。その後、同年稼働開始の『リブルラブル』にも登場。同じく残機が増えるという効果を持ち、以降も多数のゲームに同様の効果を持つアイテムとして登場することとなった。
さらにはメーカーやメディアを超え、同社の公式サイトのファビコンに使用されたり、またその名を冠したコンサルティング事業（後述）を始めるなど、現在においても同社のシンボル的存在となっている。
『ゼビウス』開発者の遠藤雅伸いわく、スペシャルフラッグを1UPする隠れキャラとして登場させたのには、以下の理由を挙げている。
- ピンボールによく見られるエクストラの仕様を入れたかった
- そのまま登場させるとプレイ時間の延長・売上の低下につながるので、隠した
- 違和感のあるキャラクターであれば、バグと言い張り（「隠れキャラ」という当時斬新な概念が社内において否定されたとしても）押し通せると読んだ
- 『ニューラリーX』でラッキーチェックポイントが出て、スペシャルチェックポイントが軽視されるようになったので、スペシャルチェックポイントを選んだ

## 登場作品
ここではゲーム内の登場のみ挙げる。
| タイトル                                            | 稼働年    | 効果 | 備考 |
| --------------------------------------------------- | --------- | --- | --- |
| ラリーX                                             | 01980年   | 以降のチェックポイント通過の得点が2倍になる                                                                                    | 最初の登場、当時の名称は「スペシャルチェックポイント」                                                                                              |
| ニューラリーX                                       | 01981年   | 以降のチェックポイント通過の得点が2倍になる                                                                                    | 当時の名称は「スペシャルチェックポイント」 |
| ゼビウス                                            | 01983年   | 残機が1機増える、若しくは10000点のボーナス                                                                                     | 隠れキャラとして初の登場 |
| リブルラブル                                        | 01983年   | 残機が1機増える | |
| スーパーゼビウス                                    | 01984年   | 残機が1機増える、若しくは10000点のボーナス                                                                                     | |
| ギャプラス                                          | 01984年   | 残機が1機増える | |
| パックランド                                        | 01984年   | 残機が1機増える | スペシャルパックマンとして登場（旗ではなくパックマンの図柄）                                                                                        |
| スカイキッド                                        | 01985年   | 残機が1機増える | |
| トイポップ                                          | 01986年   | 残機が1機増える | |
| ディグダグII（ファミコン版）                        | 01986年   | 残機が1機増える | アーケード版には出現しない |
| スーパーゼビウス ガンプの謎                         | 01986年   | 残機が1機増える | 上記『スーパーゼビウス』とは別作品 |
| 源平討魔伝                                          | 01986年   | 徳（得点）が増える | フラッグ部分も赤い |
| クエスター                                          | 01987年   | 残機が1機増える | |
| カイの冒険                                          | 01988年   | 残機が1機増える | 白一色、四角の枠付 |
| ゼビウス ファードラウト伝説                         | 01988年   | 残機が1機増える | MSX版「SCRAMBLE」モード、PCエンジン版「FARDRAUT」モードともに出現                                                                                   |
| ドラゴンバスターII 闇の封印                         | 01989年   | 残機が1機増える | |
| マーベルランド                                      | 01990年   | 残機が1機増える | |
| ソルバルウ                                          | 01991年   | シールドが1増える | |
| コズモギャング・ザ・ビデオ                          | 01992年   | 残機が1機増える | |
| エクスバニア                                        | 01992年   | 残機が1機増える | |
| ティンクルピット                                    | 01994年   | 残機が1機増える | 本作独自のアイテムとして、似た外見のアイテム「ボーナス・フラッグ」も登場（効果はボーナス得点加算）                                                  |
| 鉄拳                                                | 01994年   | 次の対戦ラウンド数が1つ増える                                                                                                  | 連勝数表示をフルーツにすると25連勝目で出現 |
| テイルズ オブ ファンタジア（スーパーファミコン版）  | 01995年   | 戦闘中、味方単体の戦闘不能をHP50％で回復                                                                                       | 「すぺふら」の名称で登場 |
| ゼビウス・アレンジメント                            | 01995年   | 残機が1機増える | 『ナムコクラシックコレクション Vol.1』収録 |
| ダートダッシュ                                      | 01995年   | ゲームオーバー後にスタッフロールが流れる                                                                                       | 周回モードで各コースの出現条件を全部クリアすると、ゴール直前に出現                                                                                  |
| ディグダグ・アレンジメント                          | 01996年   | 残機が1機増える | 『ナムコクラシックコレクション Vol.2』収録 |
| ラリーX・アレンジメント                             | 01996年   | 以降のチェックポイント通過の得点が2倍になる                                                                                    | 『ナムコクラシックコレクション Vol.2』収録、旗は緑色                                                                                                |
| ゼビウス3D/G                                        | 01996年   | 残機が1機増える | ランクにより出現の可否が決まる |
| テイルズ オブ ファンタジア（PlayStation版以降）     | 01998年 - | 効果なし（収集品の一種） | 「Sフラッグ」の名称で登場 |
| ワールドスタジアム3                                 | 01999年   | 爆弾が投げられるようになる | ボールでアンドアジェネシスを破壊するミニゲーム中に登場（ロード中のみプレイ可能）                                                                    |
| 湾岸ミッドナイト 湾岸ミッドナイトR                  | 02001年   | SP（スピリットポイント。ヒットポイント（HP）に相当）が回復する                                                                 | C1の橋脚、湾岸線と横羽線の料金所に出現 |
| テイルズ オブ ジ アビス                             | 02005年   | パーティーの先頭キャラクターが変更できる                                                                                       | 「Sフラッグ」の名称で登場 |
| コブラ・ザ・アーケード                              | 02005年   | 公式サイトにてゲーム中で使用できる専用アクセサリーがもらえる（専用カード使用時限定）                                           | 現在はサービスが終了しており、特に効果はない |
| パックンロール                                      | 02005年   | 残機が1機増える | |
| スターフォックス アサルト                           | 02005年   | すべて集めるとボーナスゲームとして『スターラスター』が追加される                                                               | 任天堂作品 |
| ニューラリーX・アレンジメント                       | 02005年   | 以降のチェックポイント通過の得点が2倍になる                                                                                    | PlayStation Portable版『ナムコミュージアム』収録。上記『ラリーX・アレンジメント』とは別作品                                                         |
| エースコンバット・ゼロ ザ・ベルカン・ウォー         | 02006年   | ポイントが得られる | 2P対戦モードの孤島ステージに出現 |
| テイルズ オブ ヴェスペリア                          | 02008年   | パーティーの先頭キャラクターが変更できる                                                                                       | 翌2009年発売のPlayStation 3版には、さらに上位機能を持つ「スペシャルフラッグR」が登場                                                                |
| 太鼓の達人                                          | 02008年 - | 隠し曲が出現する | 『太鼓の達人12』にて初登場 |
| ゼビウスリザレクション                              | 02009年   | 残機が1機増える | PlayStation 3版『ナムコミュージアム.comm』収録 |
| テイルズ オブ ファンタジア なりきりダンジョンX      | 02010年   | パーティーキャラクターを1人にして戦闘できる                                                                                    | |
| 大乱闘スマッシュブラザーズ for Nintendo 3DS / Wii U | 02014年   | 装備して一定時間頭上に掲げると、以下の効果が得られる タイム制 - 撃墜数カウントが1増える ストック制 - ストックが1増える         | 任天堂作品 |
| ゴシックは魔法乙女〜さっさと契約しなさい!〜         | 02015年   | 取得数に応じ報酬を入手できる                                                                                                   | ケイブ作品。カタログIPオープン化プロジェクトとのコラボ。宝探しイベント「コラボでドっきゅん♥乙女のノスタルジア」「同STAGE2」限定（現在イベント終了） |
| 大乱闘スマッシュブラザーズ SPECIAL                  | 02018年   | 装備して一定時間頭上に掲げると、以下の効果が得られる タイム制 - 撃墜数カウントが1増える ストック制・体力制 - ストックが1増える | 任天堂作品 |

なお、『ゼビウス』に続く遠藤作品の『グロブダー』では、ハイスコアを更新した際に、スペシャルフラッグ取得時に似た効果音（『ニューラリーX』での取得効果音）が鳴る。また『レイブレーサー』では、SOLOで最上級以外のコースを1位でゴールすると遊べるミニゲームにおいて、ロードコーンを倒した数が40本以上になると画面右下に表示されるアイコンがスペシャルフラッグになる。
2015年以降、同社の「カタログIPオープン化プロジェクト」により、許諾を受けたタイトルにスペシャルフラッグが登場することもあった。
さらにパチスロにおいても、2005年の山佐『祭の達人 ウィンちゃんの夏祭り』にて、ルーレットの出目のひとつとして登場。
2024年5月30日配信開始のNintendo Switch用パズルゲーム『ピクロスS NAMCO LEGENDARY edition』（ジュピター）に、設問のひとつとしてスペシャルフラッグの図柄が使われた。

## メディア展開
同社のキャラクターとして、グッズなど他メディアへの展開もされている。
- ナムコのプライズゲーム向け景品「超殿堂シリーズ」にて、『ラリーX』のキーホルダーや、女性向けTシャツのフロントプリントに使用。
- 1997年11月28日発売のWindows用ゲームソフト『ナムコヒストリーVOL.2』では、ノベルティとして純銀製のピンズが作成された[4]。
- 2003年、ユージンのキーホルダー「思い出のクラシックGAMEタグ〜ナムコ編〜」にて、『ラリーX』のキーホルダーに付属。
- 2005年、エポック社のキーホルダー「ナムコクラシック ドットキャラキーチェーン」にて、スペシャルフラッグ単体のラバーキーホルダーが登場。
- 2009年、ユニクロのTシャツ「UT×Japan>Game」にて、『ラリーX』のフロントプリントに使用。
- 2015年9月1日、ダイドードリンコの缶コーヒーにおけるキャンペーン「DyDo オリジナル ナムコプレミアムタイトル プレートチェーンコレクション」にて、『ゼビウス』のプレートチェーンに登場[5]。
- 2019年にオープンしたバンダイナムコアミューズメントのVRテーマパーク「MAZARIA」にて、カフェバーの屋号にスペシャルフラッグの名前が、ロゴにキャラクターが使われた[6]。

## ゲームメソッドコンサルティング
2011年、電通と共同でゲームのノウハウを他分野に活用する「ゲームメソッドコンサルティングサービス」の展開を発表。そのサービス名に「SPECIAL FLAG」の名前と、キャラクター画像が使われた。その理由を、スペシャルフラッグが「クリエイターの遊び心から生まれたアイコンが、ゲームに少しだけ付加価値を生み出す」ものとし、それを日常生活に応用するものとしている。
NTT東日本「光iフレーム2」やクラシエフーズ「ねるねるねるね」、第六回沖縄国際映画祭などの導入実績があるが、2015年を最後に公式サイトが更新されなくなり、2019年頃に公式サイトが消滅した。